# 지이미야촌
지이미야촌(知井宮村)은 시마네현 히카와군에 있던 촌이다. 현재의 이즈모시에 해당한다.

## 역사
- 1889년 4월 1일 - 정촌제 시행에 의해 간도군 지이미야촌이 성립하였다.
- 1896년 4월 1일 - 군의 통합에 의해 히카와군이 되었다.
- 1943년 4월 1일 - 후치촌과 합병해 간도촌이 신설하여 폐지되었다.

## 교통

### 철도
- 일본국유철도
  - 산인본선

## 참고문헌
- 角川日本地名大辞典 32 島根県
- 『市町村名変遷辞典』東京堂出版、1990年。